# Resseliella tulipiferae
Resseliella tulipiferae är en tvåvingeart som först beskrevs av Osten Sacken 1862.  Resseliella tulipiferae ingår i släktet Resseliella och familjen gallmyggor.
Artens utbredningsområde är District of Columbia. Inga underarter finns listade i Catalogue of Life.